# Dalaman

Dalaman, im Stadtzentrum

Dalaman ist eine Stadtgemeinde (Belediye) im gleichnamigen Ilçe (Landkreis) der Provinz Muğla in der türkischen Ägäisregion und gleichzeitig ein Stadtbezirk der 2012 gebildeten Büyükşehir belediyesi Muğla (Großstadtgemeinde/Metropolprovinz). Seit der Gebietsreform ab 2013 ist die Gemeinde flächen- und einwohnermäßig identisch mit dem Landkreis.
Der Kreis/Stadtbezirk grenzt im Osten an die Provinz Denizli, im Südwesten hat er einen schmalen Zugang zum Mittelmeer. Die im Stadtlogo/Stadtwappen manifestierte Jahreszahl (1967) dürfte ein Hinweis auf das Jahr der Erhebung zur Stadtgemeinde (Belediye) sein.

## Verwaltung
Der Kreis wurde durch das Gesetz Nr. 2963 im Jahre 1983 gebildet aus dem südöstlichen Teil des Kreises Köyceğiz (sechs Dörfer aus dem Merkez Bucak und neun Dörfer mit der Belediye Dalaman aus dem Ortaca Bucak). Zur Volkszählung am 20. Oktober hatte der Kreis 24.634 Einwohner (davon 13.179 im namensgebenden Verwaltungssitz Dalaman) auf 650 km² Fläche.
(Bis) Ende 2012 bestand der Landkreis aus der Kreisstadt und 16 Dörfern (Köy), die im Zuge der Verwaltungsreform 2013/2014 in Mahalle (Stadtviertel/Ortsteile) überführt wurden. Die neun existierenden Mahalle der Kreisstadt blieben bestehen. Durch die Herabstufung der Dörfer zu Mahalle stieg deren Zahl auf 25 an. Ihnen steht ein Muhtar als oberster Beamter vor.
Ende 2020 lebten durchschnittlich 1.721 Menschen in jedem Mahalle, 8.695 Einw. im bevölkerungsreichsten (Karaçalı Mah.).
Wirtschaftlich spielen die Papierindustrie, die Agrarindustrie und der internationale Flughafen Dalaman eine wichtige Rolle.
Die Inbetriebnahme des Flughafens im Jahre 1989 begünstigte die Entwicklung des Tourismus in der Region. Er wird zwischen April und November von internationalen Charterfluggesellschaften angeflogen. Ganzjährig bestehen Linienverbindungen nach Istanbul und Ankara.
Wichtige Touristenzentren in der Region um Dalaman sind beispielsweise Dalyan, Marmaris und Fethiye sowie der Ferienort Sarıgerme.

## Kurioses
In Dalaman befindet sich ein Bahnhofsgebäude ohne jegliche Anknüpfung an das Schienennetz. Ursprünglich hatte der jagdbegeisterte osmanische Vizekönig Ägyptens Abbas II. 1905 den Bau eines eigenen Jagdschlosses geplant. Gleichzeitig plante er den Bau eines Bahnhofs in Ägypten. Da die Schiffsladungen samt Bauplänen jedoch durcheinandergerieten, erhielten die Arbeiter in Dalaman die Anleitung und Materialien des eigentlich in Ägypten geplanten Bahnhofs. So wurde anstelle des Jagdschlosses ein Bahnhof samt Ticketschalter und angeblich sogar Schienen gebaut. Heute ist es der Sitz der lokalen Landwirtschaftskammer.
Am gleichnamigen Fluss Dalaman wurde 2008 die Akköprü-Talsperre gebaut.